# Grabiny-Zameczek
Grabiny-Zameczek is een plaats in het Poolse district  Gdański, woiwodschap Pommeren. De plaats maakt deel uit van de gemeente Suchy Dąb en telt 1106 inwoners.